# Cien Días
El periodo conocido como los Cien Días (en francés: les Cent-Jours), o Campaña de Waterloo, comprende desde el 20 de marzo de 1815, fecha del regreso de Napoleón a París desde su exilio en Elba, hasta el 8 de julio de 1815, fecha de la segunda restauración de Luis XVIII como rey de Francia. Este periodo pone fin a las llamadas guerras napoleónicas, así como al imperio francés de Napoleón Bonaparte.

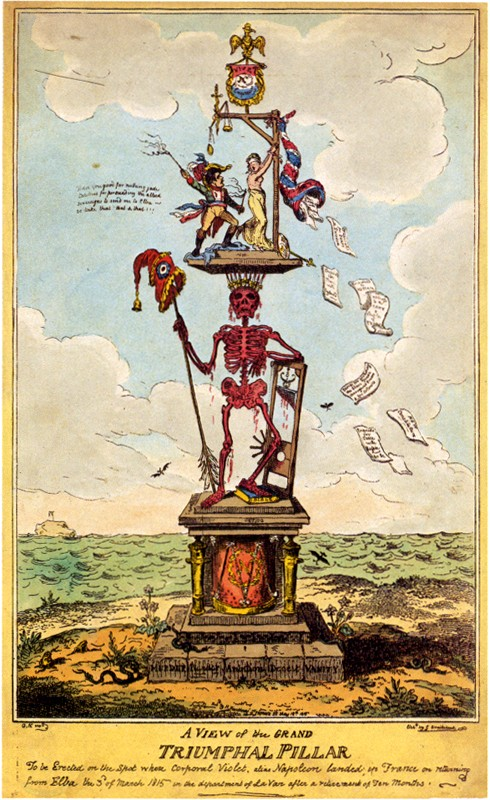
«El Gran Pilar del Triunfo», un cartel satírico sobre el regreso de Napoleón desde Elba del caricaturista británico J. Gillray.

La expresión Cien Días fue usada por primera vez por el prefecto de París, Conde de Chabrol, en su discurso de bienvenida al rey, y se usa también para referirse a la guerra de la Séptima Coalición. Este periodo conoció el último de los conflictos del largo periodo napoleónico, y tanto el Reino Unido como Rusia, Prusia, Suecia, Austria y algunos Estados alemanes declararon en el Congreso de Viena al emperador francés fuera de la ley y no lo reconocieron como líder de la nación francesa, aliándose en su contra.

## El regreso de Elba
Napoleón había permanecido durante once meses en un intranquilo retiro en Elba entre 1814 y 1815, observando con mucho interés el transcurso de los acontecimientos en Francia. Tal como él había previsto, la contracción del antiguo gran Imperio a solo el antiguo reino de Francia provocó un gran malestar, un sentimiento alimentado además por las historias sobre la falta de tacto con que la monarquía borbónica trataba a los veteranos de la Grande Armée. La situación en Europa no era menos peligrosa; las demandas del zar Alejandro I eran tan desorbitadas que las potencias en el Congreso de Viena se hallaban en pleno pleito. Toda esta situación conducía a Napoleón a una renovada actividad. El retorno de los prisioneros franceses desde Rusia, Alemania, Gran Bretaña y España podría proporcionarle un ejército mucho mayor que aquel que se había ganado renombre en 1814. La amenaza que aún suponía Napoleón había llevado a los monárquicos en París y a los plenipotenciarios en Viena a discutir la conveniencia de deportarle a las Azores, y algunos iban aún más lejos, proponiendo su asesinato.
Napoleón, sin embargo, resolvió el problema en su forma característica. El 26 de febrero de 1815, aprovechando el descuido de la guardia francesa realista y británica, embarcó en Portoferraio con unos 600 hombres y desembarcó el 1 de marzo en Golfe-Juan, cerca de Antibes. Excepto en la Provenza (que siempre fue proclive a la monarquía borbónica), recibió en todas partes una bienvenida que atestiguaba el poder de atracción de su personalidad en contraste con la nulidad de la del Borbón. Sin disparar un solo tiro en su defensa, su pequeña tropa fue creciendo hasta convertirse en un ejército. Ney, quien había dicho de Napoleón que debía ser llevado a París en una jaula de hierro, se unió a él con 6000 hombres el 14 de marzo. Seis días más tarde, el emperador entraba en la capital, de donde Luis XVIII acababa de huir apresuradamente en dirección a Grandvilliers.

## El retorno del emperador

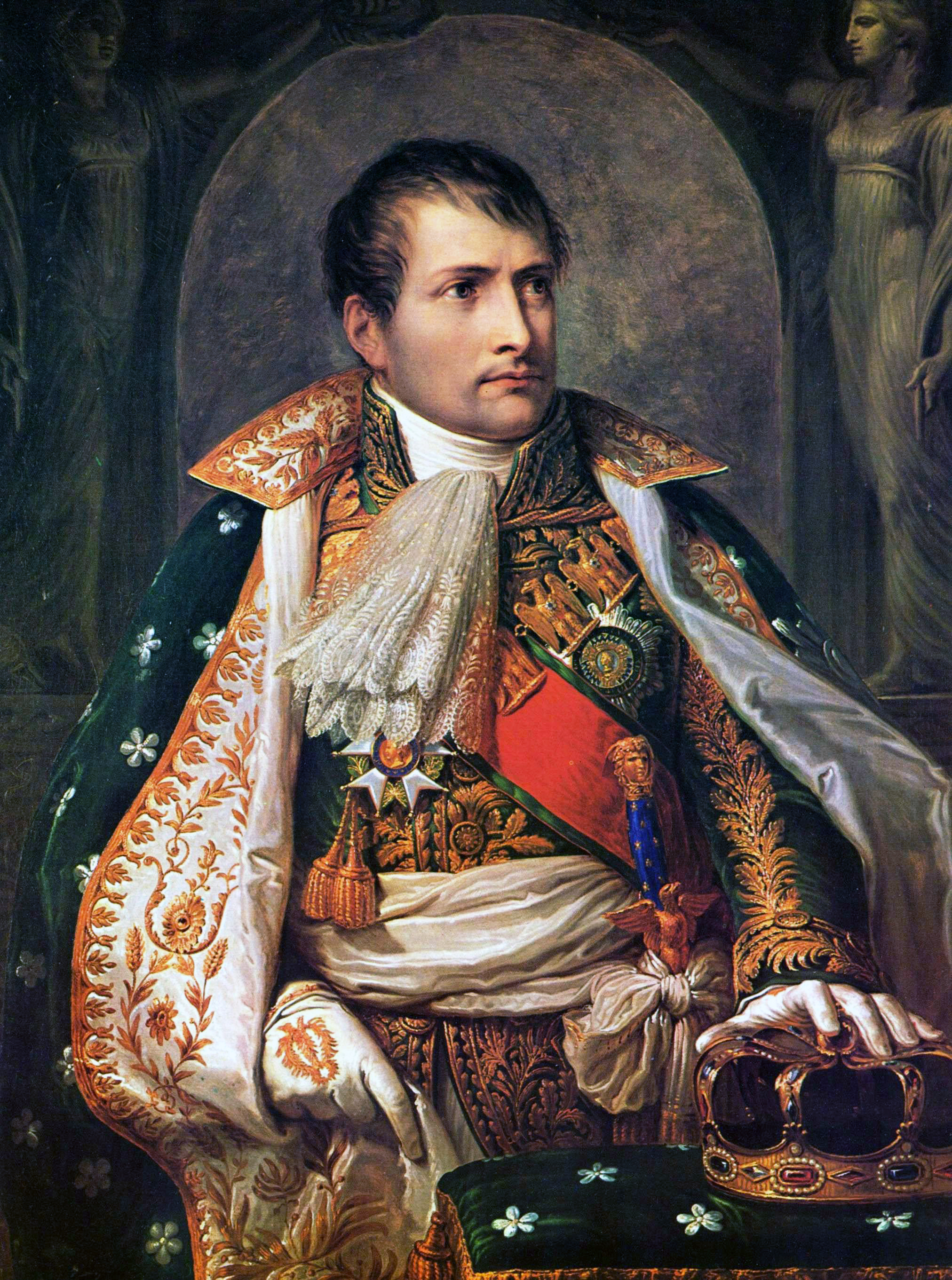
Napoleón, por Andrea Appiani (1805).

Una vieja anécdota sirve como ejemplo ilustrativo del carisma y la personalidad de Napoleón: su ejército se enfrentaba a las tropas enviadas por el rey para detenerle; los hombres de cada bando formaban en líneas y se preparaban para disparar. Antes de iniciarse el fuego, Napoleón caminó hacia el centro de ambas fuerzas, encarando a los hombres del rey y abriendo su pechera mientras decía: «¡Si alguno de vosotros es capaz de dispararle a su emperador, hacedlo ahora!». Poco más tarde, todos los hombres se unían a su causa.
También es conocida la que refiere las pintadas aparecidas en París, que decían: «Ya tengo suficientes hombres, Luis, no me envíes más. Firmado Napoleón», que expresaba el sentir en la capital desde antes de la llegada del emperador.
Napoleón no se dejó engañar por el entusiasmo que despertaba en las provincias y en París. Sabía que solo el ansia de cambio y el desprecio hacia el viejo rey y sus codiciosos cortesanos -dispuestos a cobrarse todos los "ultrajes" sufridos durante la revolución y el imperio- le habían conducido a esta victoria incruenta. Instintivamente sabía que ahora debía vérselas con una nueva Francia que no toleraría el despotismo. En su camino hacia París se había prodigado en promesas de reforma y de un gobierno constitucional. Para poder llevar a cabo estas promesas, primero debía terminar con el miedo que provocaba en las grandes potencias.

## Un Napoleón más débil
Esta fue la principal tarea que se impuso a sí mismo durante los Cien Días. Se podría dudar sobre si su capacidad física y mental podrían llevarla a cabo. Existen evidencias que permitirían afirmar que su salud se había resentido. Algunas personas (como Carnot, Pasquier, Lavalette y Thiébault) pensaban que se hallaba prematuramente envejecido y debilitado. Otros, sin embargo, no distinguían ningún cambio, mientras que Mollien, que conocía bien al emperador, atribuía la laxitud que le afectaba a la perplejidad por las circunstancias cambiantes. Esta explicación es la que parece aproximarse más a la verdad. El autócrata se sentía presionado por todas partes ante la necesidad de presentarse como un soberano constitucional, y al mismo tiempo que se desprendía de una buena parte de la anterior rigidez, perdía también mucha de la vieja energía, tanto en pensamiento como en capacidad de acción. La suya era una mente que trabajaba maravillosamente sobre los hechos y caminos bien conocidos. Ahora existía una nueva necesidad de compromiso con los mismos hombres que anteriormente habían sido simplemente sus herramientas, pero cuando dejó los asuntos parlamentarios atrás y volvió al campo de batalla, mostró prácticamente todas las capacidades de iniciativa y resistencia que habían caracterizado su más brillante plan estratégico: la campaña de 1814.
Fechar su declive, como hace Chaptal, a partir de los fríos de la campaña de Moscú, es claramente incorrecto. El tiempo que duró su letargo en Elba pudo haber sido más desfavorable para su capacidad que los fríos de Rusia. En Elba, tal como indica sir Neil Campbell, se convirtió en una persona inactiva y con sobrepeso. A esto habría que sumar que a partir de 1815 comenzó a sufrir retenciones de orina intermitentes, aunque no de gravedad. En conjunto, parece segura la afirmación de que fueron los cambios en Francia, más que los cambios en su salud, los que condujeron al manifiesto constreñimiento del emperador durante los Cien Días. Sus palabras a Benjamin Constant: «Me estoy haciendo viejo. El descanso de un rey constitucional podría satisfacerme, pero es más seguro que satisfaga a mi hijo» muestran que en su mente abarcaba las salidas a su situación, pero sus instintos se rebelaban contra ellas. De ahí su mal tanto físico como mental.

## Los desafíos de la nueva Francia
Los intentos de los monárquicos le dieron pocas preocupaciones: el duque de Angulema reclutó una pequeña fuerza para Luis XVIII en el sur, pero en Valence se deshizo frente a las comandadas por Grouchy, y el duque firmó el 9 de abril un convenio por el cual recibía el perdón del emperador. Los monárquicos de la Vandea se rebelaron más tarde, causando también un problema mayor, pero la dificultad central estaba en la Constitución. El 13 de marzo de 1815 Napoleón había publicado un edicto en Lyon disolviendo las cámaras u ordenando la convocatoria de una convención masiva a nivel nacional, conocida como «Campo de Mayo», con el propósito de modificar la constitución del Imperio napoleónico. Este trabajo fue llevado a cabo por Benjamin Constant, de acuerdo con el Emperador. La resultante Acte additionel (documento que suplía a las constituciones del Imperio) concedía a Francia una cámara hereditaria de Pares y una cámara de representantes electa por los «colegios electorales» del Imperio, los cuales comprendían a una centésima parte de los ciudadanos de Francia. Como Chateaubriand remarcó, en referencia a la Carta Constitucional de Luis XVIII, la nueva Constitución, la Benjamina, como era apodada esta, no era sino una carta mejorada. Su estado incompleto disgustaba a los liberales; solo garantizaba 1 532 527 votos en el plebiscito, menos de la mitad que en los plebiscitos durante el Consulado.
Toda la muestra de entusiasmo en el Campo de Mayo (que tuvo lugar el 1 de junio de 1815) no podía esconder el descontento por el pobre cumplimiento de las promesas hechas en Lyon. Napoleón terminó su discurso con las palabras: «Mi voluntad es la de la gente: Mis derechos son los suyos»; palabras que sonaron huecas, como pudo verse cuando el 3 de junio los diputados elegían como presidente de la Cámara a Jean-Denis Lanjuinais, el firme liberal que se había opuesto frecuentemente al emperador. Este último fue disuadido con mucha dificultad para que no anulara la elección.
Posteriormente se presentaron nuevos motivos para la ofensa, y Napoleón les advirtió en su último comunicado que no imitaran a los griegos del antiguo imperio, quienes se enzarzaban en sutiles discusiones mientras el enemigo llamaba a sus puertas. Al día siguiente (12 de junio de 1815), Napoleón se dirigiría a la frontera norte. Su espíritu se animó con la perspectiva de unirse de nuevo con su ejército. En Santa Elena, el emperador había comentado a Gaspard Gourgaud que pretendía disolver las cámaras tan pronto como hubiera conseguido la victoria.

## Europa contra Napoleón
De hecho, solo las armas podían decidir su destino, tanto en los asuntos exteriores como internos. Ni Francia ni el resto de Europa se tomaron en serio la declaración de su satisfacción por el nuevo papel de monarca constitucional de Francia. Ninguna potencia europea creía que pudiera contentarse con los antiguos límites de Francia. Habían sido tantas las veces que había declarado que el Rin y los Países Bajos eran necesarios para Francia, que todos tomaban su nueva postura como una forma de ganar tiempo. Y tanto fue así que el 13 de marzo de 1815, seis días antes de su llegada a París, las potencias en el Congreso de Viena le declararon fuera de la ley. Cuatro días más tarde, el Reino Unido, Rusia, Austria y Prusia se comprometían a aportar 150 000 hombres al combate para terminar con su gobierno. El recuerdo que estas tenían de su conducta durante el Congreso de Châtillon fue determinante para tomar esta decisión. Los esfuerzos de Napoleón por separar a Austria de la Coalición, así como la apasionada tentativa diplomática de Fouché en Viena, fueron infructuosas.
Napoleón sabía que, una vez que sus intentos de disuadir a una o más de las potencias aliadas de invadir Francia habían fracasado, su única posibilidad de permanecer en el poder era atacarles antes de que los aliados pudieran reunirse en una fuerza abrumadora. Si lograba destruir a las fuerzas aliadas existentes en Bélgica antes de que se reforzaran, estaría en condiciones de atacar a los ingleses conduciéndolos al mar, mientras expulsaba a los prusianos de la guerra; una estrategia que le había servido en anteriores ocasiones.

## Batalla de Waterloo

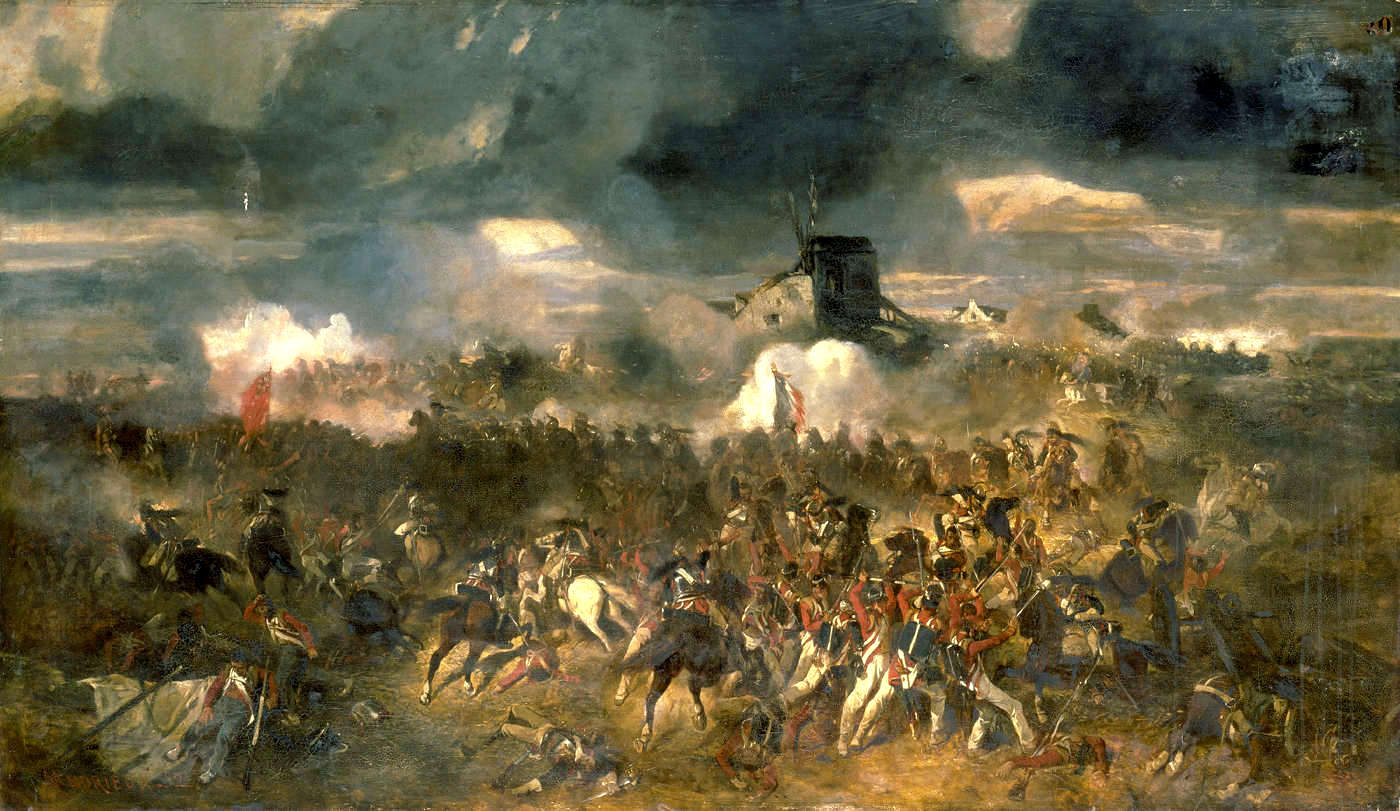
La batalla de Waterloo, por Clément-Auguste Andrieux (1852).

El inicio de la batalla de Waterloo, el 18 de junio, se demoró durante bastantes horas, mientras Napoleón esperaba a que el suelo del campo de batalla se secara de la lluvia de la noche anterior. A últimas horas de la tarde, el ejército francés no había conseguido expulsar a las fuerzas aliadas de Wellington de la colina donde se habían hecho fuertes. Una vez que los prusianos llegaron, atacando el flanco derecho francés en número cada vez mayor, el punto clave de la estrategia de Napoleón de dividir a todos los contingentes enemigos para enfrentarlos uno por uno había fallado, y su ejército era empujado de sus posiciones por el avance combinado de los aliados. A la mañana siguiente, la batalla de Wavre terminó con una victoria francesa que ya no servía para nada. El ala de Grouchy del ejército del norte se retiraba en orden, y otros elementos del ejército francés se encontraban en condiciones de unirse a él. Sin embargo, el ejército ya no tenía la fuerza necesaria para resistir a las fuerzas aliadas combinadas, por lo que se retiraron hacia París.

## La caída del emperador
Al llegar a París, tres días después de Waterloo, Napoleón aún mantenía la esperanza de preparar una resistencia nacional, pero el ambiente en las cámaras y en la opinión pública en general le impidió llevarla a cabo. Él mismo y Lucien Bonaparte estaban solos en la creencia de que, disolviendo las cámaras y declarando la dictadura de Napoleón, podrían salvar a Francia de los ejércitos de las potencias que ahora convergían sobre París. Hasta Davout, ministro de la Guerra, advirtió a Napoleón de que el destino de Francia solo se podía hallar en las cámaras, lo cual era verdad.
La carrera de Napoleón, que había conducido a Francia mucho más lejos de lo que se encontraba a principios de 1789, ahora le devolvía a su punto de partida, lo mismo que, en el aspecto físico, hicieron sus campañas entre 1796 y 1814, que al principio habían aumentado enormemente sus dominios, para luego encogerse de una forma todavía más portentosa. Ahora era claramente el momento de salvaguardar lo que aún pudiera conservarse, y esto lo podría hacer Talleyrand desde su apariencia de legitimidad. El mismo Napoleón reconoció finalmente la verdad. Cuando Lucien le presionó para que se atreviera a tomar la iniciativa dictatorial, le replicó: «Ya me he atrevido demasiado», sobre todo ante la amenaza de guerra civil entre bonapartistas, realistas e incluso republicanos. El 22 de junio de 1815, abdicaba en favor de su hijo, Napoleón II Bonaparte, sabiendo de antemano que esto era simplemente una formalidad, ya que su hijo se encontraba en Austria y prácticamente prisionero. El 25 de junio recibió de Fouché, el presidente del recientemente constituido gobierno provisional, la insinuación de que debía dejar París. Napoleón se retiró entonces a Malmaison, la antigua casa de Josefina, donde esta había muerto poco después de la primera abdicación. El 29 de junio, la aproximación de los prusianos, que tenían órdenes de capturarle vivo o muerto, le hizo retirarse el 3 de julio hacia Rochefort y el 9 a Île-d'Aix, donde esperaba poder embarcar hacia los Estados Unidos. La definitiva restauración de Luis XVIII tuvo lugar el 8 de julio. Napoleón, sin embargo, nunca llegó a América, sino que, bloqueado por la Marina Real, tuvo que rendirse al HMS Bellerophon el 15 de julio, esperando asilo político en el Reino Unido, pero fue enviado al exilio en la isla de Santa Elena. Donde pasó el resto de su vida, hasta su fallecimiento el 5 de mayo de 1821 en la casa de Longwood.